# 280 v.Chr.

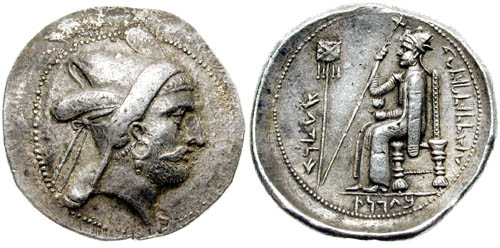
Bagadates I van Persis

Het jaar 280 v.Chr. is een jaartal in de 3e eeuw v.Chr. volgens de christelijke jaartelling.

## Gebeurtenissen

### Italië
- Publius Valerius Laevinus en Tiberius Coruncanius zijn consul in het Imperium Romanum.
- De as, een Romeinse munteenheid, wordt algemeen verspreid, de oudst gedateerde as komt uit dit jaar.
- Pyrrhus van Epirus landt met een expeditieleger van 25.000 man en 20 krijgsolifanten in Tarentum.
- Slag bij Heraclea: Pyrrhus van Epirus verslaat in Magna Graecia het Romeinse leger. Voor het eerst komen een Romeins legioen en een Macedonische falanx tegenover elkaar te staan. Rome verliest in de veldslag 7.000 legionairs.
- Pyrrhus van Epirus dringt Campania en Latium binnen, hij nadert Rome tot op 40 kilometer.
- De Romeinse Senaat onder Appius Claudius Caecus wijst een vredesvoorstel van Pyrrhus van Epirus af.
- Tiberius Coruncanius behaalt een overwinning op de Etrusken, de Bruttii, Lucaniërs en de Samnieten sluiten een alliantie met Epirus.

### Griekenland
- Antigonus II Gonatas reorganiseert de Achaeïsche Bond op de Peloponnesos en verjaagt de Macedoniërs uit de Griekse steden.
- De Kelten trekken plunderend door de Balkan en vallen Illyrië, Macedonië en Thracië binnen. De Keltische penetratie in Triballigebied in Thracië werd geleid door Kérethrios, terwijl Illyrië en Macedonië door de krijgers van Bolgios werden onder de voet gelopen, en Paeonië door troepen onder Brennus en Akichorios.

### Klein-Azië
- Mithridates I Ktistes verklaart zichzelf onafhankelijk en sticht het koninkrijk Pontus.

### Perzië
- In het oud-Perzische Rijk van de Achaemeniden, komt Bagadates I van Persis in opstand tegen Antiochus I Soter.

Cultuur & kunst:
- Standbeeld van Demosthenes wordt gemaakt.
- Geschiedenis van de diadochen en Geschiedenis van de epigonen van Hieronymus van Cardia verschijnen.
- Geschiedenis van Hellas en Geschiedenis van Macedonië (van 370 tot 280 v.Chr.) van Douris van Samos (ook de auteur van een Geschiedenis van Agathocles) verschijnen.
- Cronieken van Chaldea, van Berose, een mesopotamisch priester die in het Grieks schreef, verschijnt.
- Aratos, Alexandrijns dichter, is auteur van de Phainomena.

## Geboren
- Chrysippos van Soli (~280 v.Chr. - ~207 v.Chr.), Grieks filosoof
- Philon van Byzantium (~280 v.Chr. - ~220 v.Chr.), Grieks mechanica en schrijver

## Overleden
- Herophilos van Chalcedon (~335 v.Chr. - ~280 v.Chr.), Grieks geneeskundige en grondlegger van de anatomie (55)